# EEG – Marchtrenk bis Zizlau
Die EEG – Marchtrenk bis Zizlau waren vier Güterzug-Schmalspurlokomotiven mit 1.106 mm Spurweite der k.k. privilegierten Ersten Eisenbahn-Gesellschaft (EEG),
auch bekannt als Pferdeeisenbahn Budweis–Linz–Gmunden.
Sie waren notwendig geworden, da sich die Pferdeeisenbahn einer wachsenden Konkurrenz mit lokomotivgetriebenen Eisenbahnen gegenübersah.
Die Fahrzeuge wurden 1855–1856 bei der Wiener Neustädter Lokomotivfabrik von Johann Zeh konstruiert.
Zeh wandte an diesen Fahrzeugen erstmals an beiden Enden ein Deichselgestell (allerdings noch ohne Rückstellvorrichtung) an, das später unter dem Namen Bisselgestell bekannt wurde.
Die Maschinen erhielten die Betriebsnummern 11–14 und die Namen MARCHTRENK, NEUBAU, MAXLHAID und ZIZLAU.
Sie wurden 1883 ausgemustert, nachdem die kkStB G den Betrieb auf der Schmalspurstrecke übernommen hatten.